# Mafia: The City of Lost Heaven
Mafia: The City of Lost Heaven (kortweg Mafia) is een computerspel van Illusion Softworks uit 2002. Mafia voor de pc (2002) kreeg later versies voor de PlayStation 2 (2004) en Xbox (2004). Het spel speelt zich af in de stad 'Lost Heaven'. Mafia maakt gebruik van de LS3D engine. Er zijn ook patches voor de eerste versie uitgekomen, versie 1.1 en 1.2.
Het is het eerste spel in de Mafiaserie. Het vervolg op het spel, Mafia II, kwam in 2010 uit.
Op 25 September 2020 is er een remake van de game verschenen onder de naam Mafia: Definitive Edition op de PC, Playstation 4 en Xbox One.

## Missies van het spel en samenvatting

### Proloog
De eerste missie, An Offer You Can't Refuse, is een opdracht waarbij de speler, als Tommy, voor het eerst kennis maakt met de Mafia. De "werknemers" van de gerespecteerde Don Salieri: Paulie en Sam worden achtervolgd door de rivaliserende familie Morello en Tommy moet hen, nadat de auto van de twee handlangers is gecrasht, wegrijden naar Salieri's bar. Don Salrieri vraagt Tommy eens na te denken of hij niet bij de familie wil komen. Hij krijgt een dikke envelop met geld mee maar wil niets te maken hebben met dit soort lui. "Better to be poor and alive then rich and dead right?"

### Het begin
Hierna komt de opdracht Running Man waarbij men 5 passagiers van A naar B moet vervoeren. Als Tommy even pauze houdt in de buurt van Salieri's Bar wordt hij verrast door de familie Morello. Ze willen vergelding voor zijn daden en slaan zowel zijn taxi als Tommy in elkaar. Hij weet echter te ontsnappen naar Salieri's bar waar hij besluit zich bij de familie te voegen. Paulie en Sam, die hij in de vorige missie moest redden worden zijn partners. In de volgende opdracht: Moletov Party gaan Paulie en Tommy naar de stamkroeg van de familie Morello. Zij blijken Tommy in de vorige opdracht te hebben aangevallen dus worden ook hun auto's kapotgemept.
Hierna volgt de opdracht Ordinary Routine waarin Tommy samen met Paulie en Sam beschermingsgeld moeten ophalen bij bedrijven, hetzij met enige moeite. Bij Fairplay moet men racen bij het gedeelte Racing Circuit van Lost Heaven, wat buiten die stad ligt. In de volgende opdracht: Sarah, moet men Sarah, die in Salieri's Bar werkt, escorteren naar haar huis. Sarah zal later met Tommy trouwen. Tijdens de tocht worden Tommy en Sarah aangevallen. In You better get used to it moeten Paulie en Tommy daarom wraak nemen op de aanvallers tijden "Sarah".

### Eerste keuze
In The Whore is het de bedoeling om een bordeel met de grond gelijk te maken. Er gaan geruchten dat de eigenaar van het bordeel is overgelopen naar Morello en dat er een prostituee werkt die informatie verstrekt over Salieri en zijn plannen. Tommy krijgt de taak om deze opdracht uit te voeren. Als Tommy de kamer van de informant binnen loopt om haar te confronteren, ziet hij dat het de vriendin van zijn geliefde Sarah is. Hij weigert haar te doden en zegt dat ze de stad moet verlaten en nooit meer terug mag komen. Als Michelle is vertrokken, blaast hij het bordeel op. Echter moet hij via het raam ontsnappen en belandt hij op de daken.
Tommy komt dan op het dak van een kerk. Hier begint The Priest. In de kerk is een de begrafenis bezig van iemand die Tommy en Paulie hebben vermoord tijdens "You better get used to it". Als Tommy wordt ontdekt en herkend, ontstaat er een shoot-out in de kerk. Nadat iedereen gevlucht of gedood is, komt de priester naar hem toe en vraagt hem waarom hij dit gedaan heeft. Tommy vertelt de priester dat niemand heilig is en dat de man die in de kist ligt, geprobeerd heeft zijn vriendin te verkrachten.

### Verraad van Frank
Hierna volgt "A trip to the country" waarin Paulie, Sam en Tommy een lading alcohol uit Canada moeten vervoeren. Ze worden echter in een hinderlaag gelokt door corrupte politieagenten wat resulteert in een verloren lading en bijna dode Sam. Wie hen heeft verraden is een raadsel.
Later blijkt dat Frank, Don Salieri zijn Consigliere diezelfde dag zijn hele boekhouding aan de politie heeft gegeven zodat zij voldoende bewijs hebben om Don Salieri op te sluiten. Don Salieri komt hier achter en geeft Tommy de opdracht om Frank te vermoorden voordat hij naar Europa vlucht. Als Tommy Franky confronteert legt Franky uit waarom hij Don Salieri heeft verraden. Zijn vrouw en dochter werden gevangen gehouden door de corrupte politie en daarom heeft Franky de politie zijn gehele boekhouding gegeven, in ruil voor zijn vrouw en dochter. Tommy besluit Franky niet te doden en laat hem, met zijn vrouw en kind naar Europa vertrekken.
De opdracht van het level Election Campaign is dat Tommy naar de top van de toren van de Old Prison (Oude Gevangenis, L.H. County Jail) moet gaan en vervolgens de politici op het land dood moet schieten.

### Verraad Don Salieri
Bij Just for Relaxation komt men in de haven van Lost Heaven om een grote lading Cubaanse sigaren te stelen. Tijdens deze missie stelt Pauly voor om met z'n drieën een bank te overvallen. Gewoon. Voor wat extra geld. Sam en Tommy weigeren dit aanbod. Paulie accepteert dit en er wordt verder niet over gesproken. Echter blijkt, na het voltooien van de missie, dat er in de kisten sigaren, naast de sigaren, een grote hoeveelheid diamanten zit. Paulie wil dit graag stelen maar Tommy haalt Paulie over dit niet te doen. Don Salieri wist hier van af maar wilde de buit niet met zijn crew delen. Door deze actie besluiten Tommy en Paulie toch samen een bank te overvallen.
Don Salieri en Sam krijgen hier lucht van en zijn boos op Paulie en Tommy. Don Salieri stuurt Sam op hen af om beide verraders te vermoorden.

### Het slot
Het laatste level, The Death of Art, is wanneer beide partners van Tommy doodgaan. In het eerste minispel van The Death of Art, Paulie's Flat, wordt Paulie dood gevonden door Tommy in zijn flat. Sam heeft Paulie vermoord en belt Tommy op om naar het museum van Lost Heaven te komen om daar Sam te ontmoeten. Daar wacht de hele crew van Don Salieri op Tommy en ontstaat er een shoot-out. Tommy moet alle andere maffiosi doodschieten om bij Sam te komen en hem dood te schieten. Sam verteld Tommy dat hij weet dat hij Michelle en Franky heeft laten gaan en is boos op hem omdat hij de code heeft gebroken. Dit soort verraders horen niet in de familie thuis en met pijn in het hart moet Sam Tommy wel doden. Echter lukt dit hem niet omdat Tommy zelf Sam dood schiet.
Hierna komt een filmpje, waarin Tommy zegt dat hij gaat getuigen in de rechtszaak in verband met de dood van Sam. Hij wil getuigen in ruil voor bescherming. Die krijgt hij en Salieri belandt in de cel.

### Epiloog
In de Epiloog ziet men een oude Tommy Angelo, die het gras van zijn huis sproeit. Twee mannen komen aangereden. De ene zegt: "Mister Salieri has send his regards" en dan schieten de mannen Tommy neer. Hierna volgen de laatste wijze woorden van Tommy Angelo.
"You know, the world isn't run by the laws written on paper. It's run by people. Some according to laws, others not. It depends on each individual how his world will be, how he makes it. And you also need a whole lot of luck, so that somebody else doesn't make your life hell. And it ain't as simple as they tell you in grade school. But it is good to have strong values and to maintain them. In marriage, in crime, in war, always and everywhere. I messed up. So did Paulie and Sam. We wanted a better life, but in the end we were a lot worse off than most other people. You know, I think it's important to keep a balance in things. Yeah, balance, that's the right word. Because the guy who wants too much risks losing absolutely everything. Of course, the guy who wants too little from life might not get anything at all."
In Mafia II speel je een andere protagonist genaamd Vito. Deze moet iemand samen met zijn partner vermoorden wie Tommy blijkt te zijn. Je ziet hetzelfde filmpje in Mafia II als in Mafia I als Tommy wordt vermoord, hetzij verbeterd.
Bijna elk level begint met een vergadering in Salieri's Bar. Ook moet men bij sommige levels terugkeren naar Salieri's Bar als de opdracht is uitgevoerd.
Nadat 1 intermezzo is uitgespeeld, zijn er nieuwe opties in Free Ride beschikbaar. Als alle intermezzo's zijn uitgespeeld, is Free Ride Extreme beschikbaar.

## Free Ride
Free Ride (vrij rijden) kan gespeeld worden nadat Prologue is uitgespeeld, maar niet alle opties van Free Ride zijn beschikbaar. Dit is niet echt vrij rijden want de politie en andere maffia's zijn er ook nog op de weg. Bij Free Ride is er geen Paulie of Sam meer, want die zijn dood, maar alleen Tommy. Hier kan men vrij rijden in het gedeelte Countryside wat buiten de stad ligt. Bij Free Ride kan men geld sparen (door op de Countryside hard te rijden of andere maffia's dood te schieten) en daarmee vervolgens wapens kopen bij Yellow Pete's Shop. Als de speler Intermezzo 1 al heeft uitgespeeld, kan maar een deel van Free Ride worden gespeeld. Free Ride is kortom voor de spelers die geen zin in missies hebben.

## Free Ride Extreme
Free Ride Extreme (Vrij Rijden Extreem) kan gespeeld worden nadat alle levels zijn uitgespeeld. Ook alleen Tommy is hier aanwezig. Dit is zeker Vrij Rijden want de politie en de andere maffia's zijn er niet bij Free Ride Extreme. Bij Free Ride Extreme heeft Tommy ook een huis in Oakwood. Ook hier kan men vrij rijden bij het gedeelte Countryside.

Het is ook mogelijk kleine opdrachten te voltooien. Met het voltooien van zulke opdrachten krijgt men speciale auto's tot zijn beschikking, zoals raketauto's.

## Belangrijke locaties

### Salieri's Bar
Salieri's Bar is de bar van Don Salieri. Hier houdt men vergaderingen in de achterkamer van de bar. Zo zit er ook achter de bar de garage van Ralph, die voor de auto's zorgt. Bij Free Ride kan men het spel opslaan als men langskomt bij de bar en op de deur de actieknop gebruikt.

### Paulie's Flat
Hier woont Paulie. Paulie's Flat is te zien in Moonlighting en The Death of Art.

### Yellow Pete's Shop
Yellow Pete verkoopt wapens. Bij Free Ride en de missies later in het verhaal kan men bij Yellow Pete wapens kopen. Hiervoor is echter wel geld nodig bij Free Ride. Je kan Yellow Pete's Shop vinden in de doodlopende straat langs de bioscoop.

### Lucas Bertone's Autoservice
Lucas Bertone is een automonteur zoals Ralph, maar Bertone heeft een andere locatie. Bertone's Autoservice ligt ten zuiden van de Giuliano brug in Central Island. Hij doet ongeveer hetzelfde als Ralph, auto's repareren, leren hoe je sloten kraakt van verschillende auto's, zorgen dat voor nieuwe auto's enzovoorts.

## Installatie
Voor de installatie van Mafia zijn er drie cd's nodig. Tijdens de installatie worden de belangrijkste personages van Mafia voorgesteld.

## Soundtrack

### Stad
| Zanger(es)(s)(en)  | Titel van nummer        | Komt voor in   |
| ------------------ | ----------------------- | -------------- |
| Django Reinhardt   | Belleville              | Central Island |
| The Mills Brothers | Caravan                 | Oakhill        |
| The Mills Brothers | Chinatown, My Chinatown | Chinatown      |
| Django Reinhardt   | Cavaleri                | Little Italy   |
| Django Reinhardt   | Manoir de Mes Reves     | Hoboken        |
| Django Reinhardt   | Minor Swing             | New Ark        |
| Duke Ellington     | The Mooche              | Works Quarter  |
| Django Reinhardt   | Vendredi 13             | Down Town      |

### Countryside
| Zanger(es)(s)(en) | Titel van nummer              |
| ----------------- | ----------------------------- |
| Django Reinhardt  | Douce ambiance                |
| Lonnie Johnson    | Jet Black Blues               |
| Buddy Clark       | I'm Living in a Great Big Way |

### Overige
| Zanger(es)(s)(en) | Titel van nummer                            | Komt voor in                       |
| ----------------- | ------------------------------------------- | ---------------------------------- |
| Django Reinhardt  | Coucou                                      | In de missie Happy Birthday        |
| Lordz Of Brooklyn | Lake Of Fire                                | Credits aan het einde van Epilogue |
| Louis Jordan      | You Run Your Mouth and I'll Run My Business | In de missie Great Deal!           |

## Voice-overs
| Inspreker        | Inspreker Tsjechische versie | Personage                 |
| ---------------- | ---------------------------- | ------------------------- |
| Mike Sorvino     | Marek Vasut                  | Tommy Angelo              |
| William DeMeo    | Petr Rychlý                  | Paulie                    |
| Matt Servitto    | Ludek Ctvrtlík               | Sam                       |
| George DiCenzo   | Antonín Molcík               | Don Salieri               |
| Jeff Gurner      |                              | Ralph, Lucas Bertone enz. |
|                  | Tomás Sýkora                 | Ralph                     |
|                  | Václav Knop                  | Lucas Bertone             |
| John Tormey      | Miroslav Saic                | Vincenzo                  |
| Paul Scannapieco | Tomás Karger                 | Luigi                     |

## Overzicht van politiealarmen
Een politiealarm is te herkennen als men aan de linkerkant van het computerscherm in rode letters Police alarm - <reden> ziet.
| Daad                                      | Straf        |
| ----------------------------------------- | ------------ |
| Hoge snelheid (meer dan 40 mph (60 km/h)) | Boete        |
| Hoge snelheid (meer dan 65 mph (90 km/u)) | Arrestatie   |
| Crash                                     | Boete        |
| Door rood licht rijden                    | Boete $200   |
| Verkeersbord beschadigd                   | Boete $235   |
| Crash                                     | Arrestatie   |
| Wapen gezien                              | Arrestatie   |
| Schoten gehoord                           | Doodschieten |
| Vechten gezien                            | Arrestatie   |
| Auto stelen                               | Arrestatie   |

## Ontvangst
| \| Recensiescore \| Recensiescore \| \| Publicist \| Score \| \| --------------- \| ------------------------------ \| \| Power Unlimited \| (pc) 84/100[1] (PS2) 77/100[2] \| |                          |
| Recensiescore |                          |
| Publicist | Score                    |
| Power Unlimited | (pc) 84/100 (PS2) 77/100 |

## Trivia
- Het spel is opgenomen in het boek 1001 Video Games You Must Play Before You Die van Tony Mott.